# Институт Пауля Эрлиха
Институт имени Пауля Эрлиха (нем. Paul-Ehrlich-Institut, PEI) в Лангене (земля Гессен) — немецкий федеральный институт вакцины и биомедицинских лекарственных средств, до 23 июля 2009 года официально именовался федеральным ведомством сывороток и вакцин. Институт находится в прямом подчинении Федерального министерства здравоохранения Германии и носит имя немецкого врача и нобелевского лауреата Пауля Эрлиха.